# 斜格
斜格（英語：oblique case，縮寫：obl；亦稱 間接格、旁格）在語言學中、是綜合語中一種名詞格，特別是在古典希臘語及拉丁語中，主格及呼格以外的格的總稱，是它一般用為名詞作爲動詞、或前置詞的賓語時稱之。除了句子主語的主格、或直接稱呼的呼格之外，斜格可以出現在任何格的關係中。
廣義來說，某語言中無標的基本格以外的格都可通稱為「斜格」。

## 斜格的關係
有著主格或斜格系統的語言還對比於有著通格或作格系統的語言。在作格-絕對格語言中，絕對格用於直接賓語（主語將用作格）；但絕對格還用於不及物動詞的主語，這裡的主語是被動描述的，而非進行一個行動。不過也有展示斜格的作格-絕對格語言；在西北高加索語言阿迪格語、卡巴尔达语和尤比克语等當中，斜格標記用來標記作格、與格和動詞應用的對象。

## 用法範例
在偏向分析語的印歐語中，如英語，斜格是原始印歐語中原有的格系統的遺留。斜格出現在英語代詞集合中；這些代詞經常叫做賓格代詞。比如第一人稱代詞me表示文法功能的變化:
- 用於直接賓語的賓格:

She bit me!
- 用於斜賓語的與格:

Give me the rubber hose!
- 作為前置詞的賓語:

Stop spitting on me!
- 作為分離主題標記:

Me, I like French.
代詞me在任何這些用法中都是不做不同詞形變化的；除了所有關係的屬格和作為的主語的非分離主格之外，它用於所有文法關係。

## 腳註
1. ↑  Trask, R. L. (1992) A dictionary of grammatical terms in linguistics. London: Routledge.
2. 1 2  Haspelmath, Martin (2011) Terminology of case. In: Malchukov, Andrej & Spencer, Andrew (eds.) The Oxford handbook of case, 505–517. Oxford: Oxford University Press.
3. ↑  Crystal, David (2008) A dictionary of linguistics and phonetics, 6th edition. Malden: Blackwell.

## 外部連結
- What does oblique case mean? （页面存档备份，存于）
- (PDF) The Dative - an Oblique Case